# ВИЧ/СПИД в Грузии
Грузия относится к странам с низким уровнем распространённости ВИЧ среди взрослого населения. На 2023 год зарегистрировано чуть более 8 тысяч носителей или 0,21 % населения. С 1989 года СПИД развился у 4,8 тысяч, из них к 2023 году умерли более 2,1 тысяч.
Одна из самых затронутых ВИЧ социальных групп — мужчины, практикующие секс с мужчинами (МСМ). Среди них к 2015 году был инфицирован каждый четвёртый. По этому показателю Грузия входила в число стран с наибольшим уровнем ВИЧ-инфекции среди МСМ в Восточной Европе и Центральной Азии.
Однако из-за недостаточного охвата тестированием реальное число инфицированных ВИЧ может быть в два раза больше официальной статистики. Население Грузии всё ещё недостаточно осведомлено о механизмах передачи ВИЧ, носители часто сталкиваются со стигматизацией и дискриминацией.

## Распространение
В 1989 году в Грузии был зарегистрирован первый случай ВИЧ-инфекции году. С начала 1990-х борьба с ВИЧ/СПИД стала одним из приоритетов государства. Грузия стала лидером среди постсоветских республик, разработав свою национальную программу по ВИЧ/СПИД в 1993 году.
До 2000 года вирус распространялся относительно медленно, число ежегодно выявляемых случаев не превышало 35. Однако позднее количество носителей начало увеличиваться: если в последние 6 лет XX века среднее число новых инфицированных ежегодно составляло 16,1 случая, то в период с 2000 по 2006 годы это число увеличилось до 174,6. В этот период более 70 % всех новых случаев заражения были связаны с употреблением инъекционных наркотиков.
| Количество новых зафиксированных случаев по годам. |
|                                                    |

Соотношение ВИЧ-положительных и неинфицированных жителей стабильно росло. Если в 2010 году было зарегистрировано 0,14 случая на каждую 1000 неинфицированных, то в 2018 году это число увеличилось до 0,24. За этот же период смертность от СПИДа увеличилось с чуть более 0,6 до 1,8 случаев на каждые 100 тысяч населения. Несмотря на это, по официальным данным, Грузия оставалась страной с низким уровнем распространения ВИЧ среди взрослого населения — примерно 0,4 % в 2018 году. Всего было зарегистрировано 6,9 тысячи случаев ВИЧ, из них большинство составляли мужчины в возрасте 29—39 лет.
Исследования второй половины 2010-х годов показывают, что самым частой причиной заражения ВИЧ в Грузии являются гетеросексуальные контакты. На втором месте — инъекции наркотиков заражённой иглой, а на третьем — гомосексуальные контакты. Так, в 2017 году 45 % всех случаев ВИЧ были связаны сгетеросексуальными связями, ещё 10 % — с гомо- и бисексуальными. Однако доля инфицированных среди мужчин, имеющих секс с мужчинами (МСМ), значительно выросло с 7 % в 2010 году до 25,1 % в 2015 году. Это делает Грузию одной из стран с наибольшим распространением ВИЧ среди МСМ в Восточной Европе и Центральной Азии. Вероятно, рост числа случаев передачи ВИЧ через половые контакты указывает на недостаток информации о профилактике половых инфекций среди населения.
В 2016—2019 годах ежегодно выявляли около 630—700 новых случаев ВИЧ. Официальное число людей с ВИЧ в стране достигло 5954. Однако предполагают, что ещё примерно столько же людей не не знали о своём статусе. Аналитики ООН считают, что реальное число носителей в стране на самом деле достигало 10,5 тысячи человек в 2020 году. Активисты также подчёркивали проблему поздний диагностики, говоря о том, что, например, 103 ВИЧ-положительных ребёнка в стране «были бы здоровы, если бы их матери вовремя прошли обследование».
Во время пандемии COVID-19 количество новых случаев в стране несколько снизилось — 530 случаев ежегодно в 2019—2020 годах. Всего в 2020 году на учёте в Центре инфекционных болезней Грузии состояли 8,5 тысячи человек с ВИЧ (из них 6,4 тысячи — мужчины). Примерно 600 инфицированных находились в Абхазии.
После окончания пандемии COVID-19 количество новых случаев ВИЧ в стране снова начало расти — 617 случаев в 2022 году и еще 393 за первые восемь месяцев 2023 года. Некоторые инфекционисты связывали скачок также с наплывом мигрантов с Украины и России, призывая ввести обязательное тестирование для въезжающих. Однако на практике, рост также мог быть связан с увеличением охвата тестирований. При этом стигматизация мигрантов способна усугубить ситуацию с ВИЧ в стране, так как люди будут скрывать свой статус, опасаясь обращаться за помощью. Для эффективной борьбы с ВИЧ-инфекцией эпидемиологи, наоборот, рекомендуют обеспечить равный доступ всех к лечению и профилактике всех групп населения, включая мигрантов.
Общее количество носителей в 2023-м превысило 10 тысяч (10170 человек в августе), что составляло 0,27 % от всего населения Грузии. Однако в реальности число инфицированных может быть в два раза больше. Больше всего случаев ВИЧ, зарегистрировано в Тбилиси (3830 случаев), Самегрело (1301), Имеретии (1227), Аджарии (1211). За всю историю наблюдений СПИД развился у 4885 инфицированных, более 2 тысяч из них умерли.

## Доступ к терапии
Антиретровирусная терапия доступна в Грузии с 1990-х годов, через пятнадцать лет препараты стали доступны по всей стране для грузин с запущенным вирусом. Одновременно в стране была запущена программа опиоидной заместительной терапии. В 2011 году Грузия запустила национальную информационную систему по СПИДу с базой данных о пациентах, через несколько лет терапия стала даже носителям с небольшой вирусной нагрузкой.
С 2015 года правительство начало финансировать закупку антиретровирусных препаратов из государственного бюджета, при этом Грузия также является грантополучателем Глобального фонда. Так, с 2003 по 2020 год на борьбу с ВИЧ, туберкулёзом и малярией в Грузии фонд выделил $141,8 млн. В рамках программы, например, были запущены программы обмена игл и шприцев в 55 городах страны.
Власти Грузии стремятся стать одной из первых стран, искоренивших вирус. И к 2020-му Грузия присоединилась к программе ЮНЭЙДС «90-90-90». Согласно этой программе, к 2030 году 90 % инфицированных должны знать о своём статусе, из них 90 % должны получать терапию, и у 90 % из них должна быть неопределяемая вирусная нагрузка. Но фактически на 2020 год в стране только 64 % инфицированных знали о своём статусе и из них только около половины — 55 % — получали лечение. Из примерно 10 тысяч зарегистрированных в 2023-м носителей АРВ-лечение получали только 6,1 тысячи.
Иностранные граждане, постоянно проживающие в Грузии, имеют право на бесплатную терапию ВИЧ. Однако мигранты сталкиваются с трудностями при получении лекарств, так как направленные на них программы краткосрочны и не внесены в план действий Национальной стратегии по ВИЧ/СПИДу.

## Проблемы и стигматизация
В Грузии с 1995 года законодательно криминализована непреднамеренная передача ВИЧ. Как показал опыт стран Восточной Европы и Центральной Азии, такие репрессивные законы не помогают в борьбе с ВИЧ и только усиливают стигму в отношении заболевания. Кроме того, в Грузии ВИЧ-положительным мигрантам может быть отказано в выдаче вида на жительство, однако на практике таких случаев не зафиксировано.
Поздняя диагностика ВИЧ-инфекции — главная проблема в Грузии. Около 48 % людей, живущих с ВИЧ, не знают о своём статусе. Особенно сложна ситуация для гомосексуальных и бисексуальных мужчин, среди которых, как предполагается, только 14 % носителей знают свой статус. Это связано в первую очередь с проблемой гомофобии и трансфобией в стране. МСМ избегают профилактических центров и лечения, опасаясь насилия и агрессии.
Стигматизация и дискриминация людей с ВИЧ также представляют собой значительную проблему. Значительная доля жителей Грузии, в том числе врачи, не знают, как именно передаётся вирус. Например, отмечены случаи, когда медицинский персонал отказывался от предоставления базовых услуг пациентам с ВИЧ из страха «распространения вируса». Более 40 % опрошенных ЮНЭЙДС в 2020-м грузин считают, что ВИЧ-положительные дети не должны ходить в обычные школы. Около 48 % — откажутся покупать фрукты у продавца с ВИЧ. В Грузии не проводят активной пропаганды презервативов как средства защиты от ВИЧ, не проводят половое просвещение в школах.
Хотя Грузия начала развивать свою программу медикаментозной доконтактной профилактики ВИЧ первой в регионе, в 2020 году стартовал лишь пилотный проект. Активисты отмечали, что программа была практически недоступна для нуждающихся. Центры, предоставляющие консультацию и тесты для секс-работников и МСМ, действовали только в 5 наиболее пострадавших городах страны.